# Gina Stechert
Gina Stechert, nemška alpska smučarka, * 20. november 1987, Oberstdorf.
Nastopila je na Olimpijskih igrah 2010, kjer je bila deseta v smuku in petnajsta v superveleslalomu. V treh nastopih na svetovnih prvenstvih je najboljšo uvrstitev dosegla leta 2009, ko je bila v kombinaciji dvanajsta. V svetovnem pokalu je tekmovala deset sezon med letoma 2004 in 2014 ter dosegla eno zmago v smuku. V skupnem seštevku svetovnega pokala je bila najvišje na 37. mestu leta 2009.